# 竹下義晴

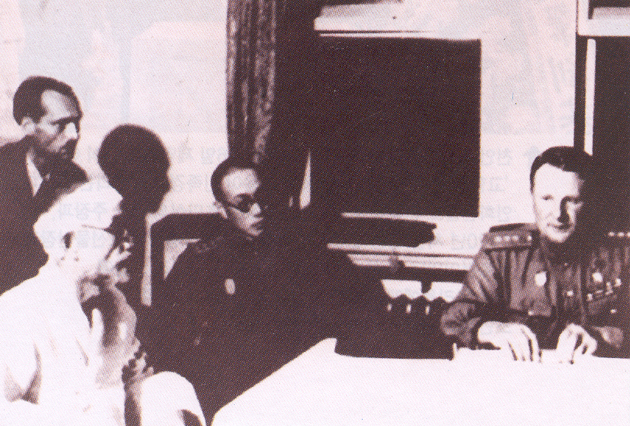
第5軍の降伏式に参加した際の竹下義晴中将（中央）。写真右側に赤軍のイワン・チスチャコフ大将がいる。（1945年8月撮影）

竹下 義晴（たけした よしはる、1891年（明治24年）4月9日 - 1979年（昭和54年）2月7日）は、日本の陸軍軍人。最終階級は陸軍中将。

## 略歴
広島県出身。竹下一清の二男として生まれる。広島第一中学校（現広島県立広島国泰寺高等学校）、広島陸軍地方幼年学校、中央幼年学校を経て、1911年（明治44年）5月、陸軍士官学校（23期）を卒業。同年12月、歩兵少尉に任官し歩兵第41連隊付となる。参謀本部付勤務、陸士生徒隊付などを経て、1921年（大正10年）11月、陸軍大学校（33期）を卒業し歩兵第41連隊中隊長に就任。
1922年（大正11年）12月、参謀本部付勤務となり、支那駐屯軍司令部付、参謀本部員（兵要地誌班）を経て、1926年（大正15年）3月、歩兵少佐に昇進。同年12月、参謀本部付（支那研究員、中支・満洲駐在）となり、歩兵第11連隊大隊長、参謀本部員、関東軍司令部付（調査班長）を務め、1931年（昭和6年）8月、歩兵中佐に進級した。
1931年10月、関東軍参謀に就任し、関東軍司令部付（ハルビン駐在）、陸士付を経て、 1935年（昭和10年）8月、歩兵大佐に昇進し山海関特務機関長に就任。関東軍参謀を経て、1937年（昭和12年）10月、歩兵第45連隊長に就任し日中戦争に出征。1938年（昭和13年）7月、陸軍少将に進級し中支那方面軍司令部付（上海特務機関長）となる。
1939年（昭和14年）7月、第13軍司令部付（上海駐在）となり、1940年（昭和15年）3月、興亜院蒙彊連絡部長官に就任。1941年（昭和16年）3月、陸軍中将に進み、同年12月、関東軍司令部付（満洲国軍政部最高顧問）に就任。1942年（昭和17年）11月、第27師団長に親補され天津に赴任。入院のため1944年（昭和19年）6月、支那派遣軍総司令部付となる。第6方面軍司令部付、東部軍司令部付を経て、同年12月、予備役に編入された。
1945年（昭和20年）1月、召集を受け留守第30師団長に就任。同年4月、平壌師管区司令官に転じて終戦を迎えた。その後、シベリア抑留となり、1950年（昭和25年）4月に復員した。

## 栄典
位階
- 1941年（昭和16年）9月15日 - 従四位
- 1943年（昭和18年）10月1日 - 正四位
- 1944年（昭和19年）12月27日 - 従三位

勲章等
- 1939年（昭和14年）4月13日 - 勲二等瑞宝章[5]